# Kelchsauer Ache
Kelchsauer Ache är ett vattendrag i Österrike.   Det ligger i förbundslandet Tyrolen, i den centrala delen av landet, 300 km väster om huvudstaden Wien.
I omgivningarna runt Kelchsauer Ache växer i huvudsak blandskog. Runt Kelchsauer Ache är det ganska tätbefolkat, med 52 invånare per kvadratkilometer.